# Bohdalice-Pavlovice
Bohdalice-Pavlovice – miejscowość i gmina (obec) w Czechach, w kraju południowomorawskim, w powiecie Vyškov. W 2022 roku liczyła 888 mieszkańców.